# José Giménez
José María Giménez de Vargas (phát âm tiếng Tây Ban Nha: [xoˈse maˈɾi.a xiˈmenez ðe ˈβaɾɣas]; sinh ngày 20 tháng 1 năm 1995) là một cầu thủ bóng đá chuyên nghiệp người Uruguay hiện đang thi đấu ở vị trí trung vệ cho câu lạc bộ La Liga Atlético Madrid và là đội trưởng của đội tuyển bóng đá quốc gia Uruguay.
Sau khi bắt đầu sự nghiệp chuyên nghiệp với Danube FC, Giménez chuyển đến Tây Ban Nha, ký hợp đồng với Atlético Madrid trước mùa giải 2013-2014. Là một hậu vệ có vóc dáng chắc nịch, mạnh mẽ và di chuyển nhanh, Giménez nhanh chóng hòa nhập với câu lạc bộ, giành bốn danh hiệu lớn với danh hiệu thứ hai, bao gồm cả danh hiệu La Liga trong mùa giải đầu tiên.

## Sự nghiệp câu lạc bộ

### Danubio
Sinh ra ở Toledo, Giménez chơi chuyên nghiệp lần đầu cho Danubio F.C. trong Uruguayan Primera División ngày 17 tháng 11 năm 2012 (khi quản lý là Juan Ramón Carrasco) trước đội River Plate Trong đó anh ấy bắt đầu và chơi đủ 90 phút khi Danubio thua trận với tỷ số 2–0.

### Atlético Madrid
Vào ngày 25 tháng 4 năm 2013, người ta đã xác nhận rằng Giménez đã ký hợp đồng trị giá 900.000 euro với phía Tây Ban Nha Atlético Madrid, và sẽ gia nhập câu lạc bộ vào trước mùa giải mùa 2013–14.
Ngày 14 tháng 9, Giménez ra mắt Atleti – và La Liga, khởi đầu với tỷ số 4-2 cho đội nhà trước UD Almería.
Giménez đã ghi bàn thắng đầu tiên cho câu lạc bộ vào ngày 6 tháng 12 năm 2014, mở ra một chiến thắng 2-0 cho Elche CF để đưa Atlético vào vị trí thứ nhì. Anh ấy cũng ghi một cú đánh đầu trước đối thủ lớn nhất của họ Real Madrid ở trận thắng của Atlético 2–0 trong Copa del Rey tháng 1 năm 2015.
Vào ngày 20 tháng 2 năm 2019, Gimenez ghi bàn mở tỷ số trong chiến thắng 2-0 trên sân nhà trước nhà vô địch Ý Juventus để mang lại lợi thế cho Atlético trong trận lượt đi của Vòng 16 trận đấu trong UEFA Champions League.

## Sự nghiệp quốc tế
Giménez đã tham gia Uruguay tại World Cup FIFA U-20 khi đội kết thúc với tư cách là á quân của Pháp.
Anh ấy đã ra mắt cho đội bóng cao cấp của Uruguay trong vòng loại FIFA World Cup 2014 đá với Colombia vào ngày 10 tháng 9 năm 2013.
Vào ngày 2 tháng 6 năm 2014, Giménez đã có tên trong đội hình của Uruguay cho trận chung kết FIFA World Cup. Hậu vệ 19 tuổi này đã ra mắt giải đấu trước Anh trong trận đấu nhóm thứ hai của đội, làm thất vọng cho đội trưởng bị thương Diego Lugano trong chiến thắng 2 trận1 cho La Celeste.

(với 19 năm và 149 ngày tuổi, anh là cầu thủ trẻ nhất của Uruguay ra mắt tại một cúp thế giới). Anh tiếp tục bắt đầu trong trận đấu nhóm cuối cùng - chiến thắng 1 trận0 trên Ý - và 2 trận0 vòng 16  thua Colombia.
Giménez đã ghi bàn thắng quốc tế đầu tiên của mình trong chiến thắng giao hữu tỷ số 1-0 trước Hàn Quốc vào tháng 9 năm 2014.
Vào tháng 5 năm 2015, anh được huấn luyện viên Óscar Tabárez đưa vào Đội hình của Uruguay cho Copa América 2015. Vào ngày 20 tháng 6, Giménez đã ghi bàn thắng của Uruguay trong trận hòa 1-1 với Paraguay chứng kiến cả hai đội tiến tới vòng loại trực tiếp.
Vào tháng 5 năm 2018, anh đã được chọn vào đội hình 26 người tạm thời của Uruguay đội tuyển cho FIFA World Cup 2018 ở Nga.
Vào ngày 15 tháng 6 năm 2018, anh đã ghi bàn thắng trong phút cuối cùng của trận mở màn World Cup của Uruguay trước Ai Cập.

## Thống kê sự nghiệp
Tính đến ngày 25 tháng 5 năm 2024
| Câu lạc bộ          | Mùa giải            | Giải đấu                   | Giải đấu | Giải đấu | Cúp quốc gia | Cúp quốc gia | Khác | Khác | Châu lục | Châu lục | Tổng cộng | Tổng cộng |
| Câu lạc bộ          | Mùa giải            | Hạng đấu                   | Trận     | Bàn      | Trận         | Bàn          | Trận | Bàn  | Trận     | Bàn      | Trận      | Bàn       |
| ------------------- | ------------------- | -------------------------- | -------- | -------- | ------------ | ------------ | ---- | ---- | -------- | -------- | --------- | --------- |
| Danubio             | 2012–13             | Uruguayan Primera División | 16       | 0        | 0            | 0            | —    | —    | —        | —        | 16        | 0         |
| Danubio             | Tổng cộng           | Tổng cộng                  | 16       | 0        | 0            | 0            | 0    | 0    | 0        | 0        | 16        | 0         |
| Atlético Madrid     | 2013–14             | La Liga                    | 1        | 0        | 1            | 0            | 0    | 0    | —        | —        | 2         | 0         |
| Atlético Madrid     | 2014–15             | La Liga                    | 20       | 1        | 4            | 1            | 4    | 0    | —        | —        | 28        | 2         |
| Atlético Madrid     | 2015–16             | La Liga                    | 27       | 1        | 2            | 0            | 8    | 0    | —        | —        | 37        | 1         |
| Atlético Madrid     | 2016–17             | La Liga                    | 17       | 0        | 6            | 1            | 6    | 0    | —        | —        | 29        | 1         |
| Atlético Madrid     | 2017–18             | La Liga                    | 23       | 1        | 4            | 1            | 11   | 0    | —        | —        | 38        | 2         |
| Atlético Madrid     | 2018–19             | La Liga                    | 21       | 0        | 2            | 0            | 5    | 2    | 1        | 0        | 29        | 2         |
| Atlético Madrid     | 2019–20             | La Liga                    | 21       | 0        | 0            | 0            | 5    | 0    | 1        | 0        | 27        | 0         |
| Atlético Madrid     | 2020–21             | La Liga                    | 21       | 0        | 1            | 0            | 4    | 1    | —        | —        | 26        | 1         |
| Atlético Madrid     | 2021–22             | La Liga                    | 24       | 1        | 1            | 0            | 7    | 0    | 1        | 0        | 33        | 1         |
| Atlético Madrid     | 2022–23             | La Liga                    | 28       | 2        | 3            | 0            | 5    | 0    | —        | —        | 36        | 2         |
| Atlético Madrid     | 2023–24             | La Liga                    | 22       | 0        | 3            | 0            | 7    | 0    | 1        | 0        | 33        | 0         |
| Atlético Madrid     | Tổng cộng           | Tổng cộng                  | 225      | 6        | 27           | 3            | 62   | 3    | 4        | 0        | 318       | 12        |
| Tổng cộng sự nghiệp | Tổng cộng sự nghiệp | Tổng cộng sự nghiệp        | 241      | 6        | 27           | 3            | 62   | 3    | 4        | 0        | 334       | 12        |

1. ↑  Tách riêng, Giménez, de và Vargas được đọc là [xiˈmenes], [de] và [ˈbaɾɣas] riêng.
2. 1 2 3 4 5 6 7 8 9  Số lần ra sân tại UEFA Champions League
3. ↑  Bốn lần ra sân tại UEFA Champions League, bảy lần ra sân tại UEFA Europa League
4. ↑  Ra sân tại UEFA Super Cup
5. 1 2 3  Ra sân tại Supercopa de España

### Quốc tế
Tính đến ngày 13 tháng 7 năm 2024
| Uruguay   | Uruguay | Uruguay |
| Năm       | Trận    | Bàn     |
| --------- | ------- | ------- |
| 2013      | 3       | 0       |
| 2014      | 12      | 2       |
| 2015      | 10      | 1       |
| 2016      | 5       | 0       |
| 2017      | 9       | 1       |
| 2018      | 8       | 3       |
| 2019      | 11      | 1       |
| 2020      | 2       | 0       |
| 2021      | 13      | 0       |
| 2022      | 8       | 0       |
| 2023      | 2       | 0       |
| 2024      | 6       | 0       |
| Tổng cộng | 89      | 8       |

### Bàn thắng quốc tế
Bàn thắng và kết quả của Uruguay được để trước.
| #  | Ngày                | Địa điểm                                     | Đối thủ          | Bàn thắng | Kết quả | Giải đấu          |
| -- | ------------------- | -------------------------------------------- | ---------------- | --------- | ------- | ----------------- |
| 1. | 8 tháng 9 năm 2014  | Sân vận động Goyang, Goyang, Hàn Quốc        | Hàn Quốc         | 1–0       | 1–0     | Giao hữu          |
| 2. | 13 tháng 9 năm 2014 | Sân vận động Centenario, Montevideo, Uruguay | Costa Rica       | 2–2       | 3–3     | Giao hữu          |
| 3. | 20 tháng 6 năm 2015 | Sân vận động La Portada, La Serena, Chile    | Paraguay         | 1–0       | 1–1     | Copa América 2015 |
| 4. | 4 tháng 6 năm 2017  | Sân vận động Aviva, Dublin, Ireland          | Cộng hòa Ireland | 1–1       | 1–3     | Giao hữu          |
| 5. | 7 tháng 6 năm 2018  | Sân vận động Centenario, Montevideo, Uruguay | Uzbekistan       | 3–0       | 3–0     | Giao hữu          |
| 6. | 15 tháng 6 năm 2018 | Sân vận động Trung tâm, Yekaterinburg, Nga   | Ai Cập           | 1–0       | 1–0     | World Cup 2018    |
| 7. | 7 tháng 9 năm 2018  | Sân vận động NRG, Houston, Hoa Kỳ            | México           | 1–0       | 4–1     | Giao hữu          |
| 8. | 20 tháng 6 năm 2019 | Arena do Grêmio, Porto Alegre, Brasil        | Nhật Bản         | 2–2       | 2–2     | Copa América 2019 |